# 1000 ドゥ・ラ・ゴシュティエール
1000 ドゥ・ラ・ゴシュティエール(1000 de La Gauchetière)は、カナダ・ケベック州のモントリオールにある超高層ビル。

## 概要
タワーの名前は通りの名と番地から来ている。モントリオールでは景観の面から、市の中央部にあり市名の由来ともなった市のシンボル「ロワイヤル山（フランス語: Mont Royal）の標高233mを超える超高層ビルが許可されないため、高さ205m、51階建てで認可が下りた。全てがオフィスで1992年に完成した。 尖塔を含むと同じ年に完成した230.4mの1250 ルネ＝レヴスクなどの方が高いが、軒高ではモントリオールを含めケベック州で最も高いビルである。アトリウムにあるスケートリンクが名物である。